# Adam Foulkes
Adam Foulkes é um cineasta britânico. Como reconhecimento, foi nomeado ao Oscar 2009 na categoria de Melhor Curta-metragem de Animação por This Way Up.